# Kitsch (banda)
Kitsch es una banda de rock fundada en 1985 en Bañolas (Gerona, España) por Lluís Costabella y Joan Pairó.

## Historia
Iniciaron su carrera discográfica con dos maquetas: Les mosques (1987) y Capsa de trons (1988). Publicaron su primer disco oficial, Kitsch, en 1990. Siguieron Kitsch II, Kitsch III, Kitsch IV, Kitsch V, 1.er curset d'iniciació al fracàs, Kitsch 7 y Kitsch 8.
En 2005 celebraron sus 20 años de carrera con la edición de dos DVD en directo y un concierto de homenaje a Camós por parte de veinte grupos del Pla de l'Estany.
En 2006 editaron el CD+DVD Electrokàustic, una grabación de sus conciertos del mismo nombre en el Teatro Municipal de Bañolas, en los que colaboraron amigos de Kitsch como Mon a la Cova (Casual (banda)), Agustí Busom (Abús) y Jaume Garcia (Fang). El disco incluye siete temas inéditos, entre ellos dos musicalizaciones de poemas de Alejandra Pizarnik.

## Miembros
Formación actual:
- Lluís Costabella: voz y guitarra
- Joan Pairó: bajo y voz
- Jordi Farreras: batería (desde 2007)

Antiguos miembros:
- Àngel Abad: batería (de 2002 a 2006)
- David Zamora: guitarra (desde 2007)
- Xicu Vilanova (de 1986 a 1993)
- Bep Grabuleda (de 1989 a 1999)

## Discografía
Álbumes:
- Les Mosques (1987) (maqueta)
- Capsa de Trons (1988) (maqueta)
- Kitsch (1990)
- Kitsch II (1991)
- Kitsch III (1992) (Directo del concierto del 21 de febrero de 1992)
- Kitsch IV (1995)
- Kitsch V (1996)
- 1.er curset d'iniciació al fracàs (1998)
- Kitsch 7 (2002)
- Kitsch 8 (2005)
- Electrokàustic (2006) (Directo) (CD+DVD)

Otros discos en directo:
- Kitsch a La Nau (2004) (concierto del 10 de julio de 1992)
- Kitsch a Manlleu (2004) (concierto del 18 de junio de 1994)

DVD
- Kitsch en directe 1992 (2005)
- Kitsch en concert 2004 (2005)